# Hottentotta gentili
Espèce
Synonymes
- Buthus gentili Pallary, 1924
- Hottentotta gentili tazerouallensis Pallary, 1937

Hottentotta gentili est une espèce de scorpions de la famille des Buthidae.

## Distribution
Cette espèce se rencontre au Maroc et en Algérie.

## Description
Hottentotta gentili mesure de 70 à 110 mm.

## Systématique et taxinomie
Cette espèce a été décrite sous le protonyme Buthus gentili par Pallary en 1924. Elle est considérée comme une sous-espèce de Buthotus franzwerneri par Vachon en 1949. Elle suit son espèce dans le genre Hottentotta en 1985. Elle est élevée au rang d'espèce par Kovařík en 2007.

## Étymologie
Cette espèce est nommée en l'honneur de M. Gentil.

## Publication originale
- Pallary, 1924 : « Description de trois scorpions nouveaux du Maroc. » Archives de l'Institut Pasteur d'Algérie, vol. 2, no 2, p. 219-222.